# معركة البحر المتوسط
قالب:Campaignbox Mediterranean Naval WW2
معركة البحر الأبيض المتوسط هي الاسم الذي يطلق على الحملة البحرية التي حدثت في البحر الأبيض المتوسط خلال الحرب العالمية الثانية، من 10 يونيو 1940 إلى 2 مايو 1945.
بالنسبة للجزء الأكبر، جرت الحملة بين البحرية الملكية الإيطالية (ريجيا مارينا)، بدعم من القوات البحرية والجوية الأخرى لدول المحور والبحرية الملكية البريطانية، بدعم من القوات البحرية الأخرى المتحالفة، مثل أستراليا وهولندا وبولندا واليونان. انضمت الوحدات البحرية والجوية الأمريكية إلى جانب الحلفاء في عام 1942.
كان لكل جانب ثلاثة أهداف شاملة في هذه المعركة. الأول كان مهاجمة خطوط الإمداد للجانب الآخر. والثاني هو إبقاء خطوط الإمداد مفتوحة لجيوشهم في شمال إفريقيا. والثالث هو تدمير قدرة البحرية المعارضة لشن عمليات حربية في البحر. خارج منطقة المحيط الهادئ، شهد البحر الأبيض المتوسط أكبر أعمال حربية بحرية تقليدية أثناء النزاع. على وجه الخصوص، كافحت قوات الحلفاء لتزويد والاحتفاظ بالقاعدة البحرية والجوية الرئيسية لمالطا.
بحلول وقت الهدنة في سبتمبر 1943 بين إيطاليا والحلفاء، كانت السفن والطائرات الإيطالية قد أغرقت السفن الحربية السطحية للحلفاء التي بلغ مجموعها 145800 طن، في حين أن الألمان قد أغرقو 169700 طن، ليصبح المجموع 315500 طن. في المجموع خسر الحلفاء 76 سفينة حربية و 46 غواصة. أغرق الحلفاء 83 سفينة حربية إيطالية بلغ مجموعها 195100 طن (161200 من قبل الكومنولث و 33900 من قبل الأمريكيين) و 83 غواصة. كانت الخسائر الألمانية في البحر المتوسط منذ بداية الحملة وحتى النهاية 17 سفينة حربية و 68 غواصة.

## المقاتلون الرئيسيون

### أسطول البحر المتوسط البريطاني
كان البحر الأبيض المتوسط محورًا تقليديًا للقوة البحرية البريطانية. كانت الخطة البريطانية، التي فاقتها قوات ريجيا مارينا، هي الاحتفاظ بالنقاط الاستراتيجية الثلاثة الحاسمة في جبل طارق ومالطا وقناة السويس. من خلال الاحتفاظ على هذه النقاط، أحتفظأسطول البحر المتوسط بطرق الإمداد الحيوية مفتوحة. كانت مالطا النقطة المركزية لنظام بأكمله. وفرت نقطة توقف مطلوبة لقوافل الحلفاء وقاعدة لمهاجمة طرق إمداد المحور.

### الأسطول الملكي الإيطالي
اعتبر الدكتاتور الإيطالي بينيتو موسوليني السيطرة على البحر المتوسط شرطا أساسيا لتوسيع «إمبراطوريته الرومانية الجديدة» لتشمل نيس وكورسيكا وتونس والبلقان. تسارعت عمليات بناء البحرية الإيطالية خلال فترة ولايته. وصف موسوليني البحر الأبيض المتوسط بأنه «( بحرنا )».
كانت السفن الحربية لاسطول ريجيا مارينا (الأسطول الملكي الإيطالي) تتمتع بسمعة طيبة ومصممة بشكل جيد. كانت طائرات الهجوم الإيطالية الصغيرة على مستوى التوقعات وكانت مسؤولة عن العديد من الأعمال الشجاعة والناجحة في البحر المتوسط. لكن بعض فئات الطراد الإيطالي كانت تعاني من نقص في الدروع، وكانت جميع السفن الحربية الإيطالية تفتقر إلى الرادارات، على الرغم من أن قلة السفن الحربية الإيطالية قد تم تعويضها جزئياً بسبب تزويدها بمدى مراقبة جيد وأنظمة مكافحة الحرائق. بحلول ربيع عام 1943 فقط، أي قبل خمسة أشهر من الهدنة، تم تجهيز اثني عشر سفينة حربية إيطالية بأجهزة رادار من طراز EC-3 ter Gufo. بالإضافة إلى ذلك، في حين كان لقادة الحلفاء في البحر حرية التصرف بمبادرة منهم، فإن تصرفات القادة الإيطاليين كانت محكومة عن كثب وبدقة من قبل مقر البحرية الإيطالية (Supermarina).
ريجيا مارينا تفتقر أيضا إلى الطيران البحري المناسب. لم تكتمل أبدًا حاملة الطائرات Aquila وتم توفير معظم الدعم الجوي خلال معركة البحر الأبيض المتوسط بواسطة Regia Aeronautica (القوات الجوية الملكية).  كان هناك عائق رئيسي آخر للإيطاليين وهو نقص الوقود. كان من الصعب العثور على الفحم والبنزين ومواد التشحيم محليا. خلال المجهود الحربي الإيطالي، تم استخدام 75٪ من جميع زيوت الوقود المتوفرة بواسطة المدمرات وقوارب الطوربيد التي تقوم بمهام المرافقة.
ومع ذلك، فإن المشكلة الأكثر خطورة بالنسبة لقوات المحور في شمال أفريقيا هي القدرة المحدودة للموانئ الليبية. حتى في ظل أفضل الظروف، بقيت الإمدادات مقيدة. كانت طرابلس أكبر ميناء في ليبيا ويمكنها استيعاب خمس سفن شحن كبيرة أو أربع عمليات نقل للقوات. كل شهر، كانت طرابلس تفرغ قدرة 45,000 طن صغير (41,000 t). أضاف طبرق 18,000 طن صغير (16,000 t). وأضاف بارديا وغيرها من الموانئ الصغيرة أكثر من ذلك بقليل.
بشكل عام، تجاوزت قوات المحور في شمال إفريقيا قدرة الموانئ على توفيرها. تم حساب أن قسم المحور المتوسط يحتاج إلى 10,000 طن صغير (9,100 t) من اللوازم شهريا. إذا كان للإيطاليين خطأ فيما يتعلق بالخدمات اللوجستية أثناء معركة البحر الأبيض المتوسط، فقد فشلوا في زيادة طاقة ميناء طرابلس والموانئ الأخرى قبل الحرب. 

### الأسطول الفرنسي
في يناير 1937، بدأت فرنسا برنامج التحديث والتوسع. سرعان ما رفع الأسطول الفرنسي إلى المرتبة الرابعة في العالم. ومع ذلك، فإن البحرية الفرنسية (رسميا «البحرية الوطنية» - البحرية الوطنية)، كان لا يزال أصغر بكثير من البحرية البريطانية الحليفة.
بالاتفاق مع الأميرالية البريطانية، كان أقوى تركيز للسفن الفرنسية في البحر الأبيض المتوسط. شكل الأسطول الإيطالي تهديدًا للطرق البحرية الفرنسية المهمة جدًا من فرنسا متروبوليتان إلى شمال إفريقيا وإلى الطرق البحرية البريطانية بين جبل طارق وقناة السويس.

### فيشي الاسطول الفرنسي
في عام 1940، بعد سقوط فرنسا أمام الألمان، أصبحت البحرية الوطنية في البحر الأبيض المتوسط البحرية التابعة لحكومة فيشي الفرنسية. كما فيشي البحرية الفرنسية، واعتبرت هذه القوة تهديدا خطيرا يحتمل أن البحرية البحرية. على هذا النحو، كان لابد من تحييد البريطانيين لهذا التهديد.

### البحرية الألمانية
استمرت حملة البحر الأبيض المتوسط لغواصات يو تقريبًا من 21 سبتمبر 1941 إلى مايو 1944. هدفت كريغسمارينه الألمانية إلى عزل جبل طارق ومالطا وقناة السويس لكسر طريق بريطانيا التجاري إلى الشرق الأقصى. تم إرسال أكثر من 60 غواصة يو لتعطيل الشحن في البحر، على الرغم من أن العديد منهم تعرضوا للهجوم في مضيق جبل طارق، الذي كانت تسيطر عليه بريطانيا (غرقت تسعة غواصات أثناء محاولتها المرور وتلف عشرة آخرون). لعبت لوفتفافه أيضًا دورًا رئيسيًا في معركة البحر المتوسط، خاصة خلال عام 1941. إستراتيجية الحرب الألمانية، مع ذلك، نظرت إلى البحر المتوسط كمسرح ثانوي للعمليات.

## التاريخ

### الأحداث الأولى
في 10 يونيو 1940، أعلنت إيطاليا الحرب على بريطانيا وفرنسا. في في اليوم التالي، هاجمت قاذفات القنابل الإيطالية مالطا في أولى الغارات. خلال هذا الوقت، قصفت البحرية الوطنية عددًا من الأهداف على الساحل الشمالي الغربي لإيطاليا، ولا سيما ميناء جنوة. عندما استسلمت فرنسا في 24 يونيو، سمح قادة المحور لنظام فيشي الفرنسي الجديد بالاحتفاظ بقواته البحرية.
وقع الصدام الأول بين الأساطيل المتنافسة - معركة كالابريا - في 9 يوليو، بعد أربعة أسابيع فقط من بدء القتال. لم يكن هذا حاسماً، وتلاه سلسلة من الأعمال الصغيرة خلال فصل الصيف، من بينها معركة قافلة <i id="mwqg">Espero</i> ومعركة Cape Spada.

### معركة تارانتو
للحد من التهديد الذي يشكله الأسطول الإيطالي، والذي كان مقره في ميناء تارانتو، على القوافل المبحرة إلى مالطا، نظّم الأدميرال كننغهام عملية هجومية أطلق عليها اسم عملية الحكم. هاجمت قاذفات الطوربيد فيري سوردفيش من على متن أتش أم أس Illustrious الأسطول الإيطالي في 11 نوفمبر 1940 بينما كان لا يزال في المرسى. كانت هذه هي المرة الأولى التي يتم فيها مثل هذا الهجوم ودرسه ضباط البحرية اليابانية استعدادًا للهجوم الأخير على بيرل هاربور. أجبر هذا الهجوم الأسطول الإيطالي أيضًا على الانتقال إلى الموانئ الإيطالية شمالًا حتى يكون بعيدًا عن نطاق الطائرات القائمة على الناقل. قلل هذا من تهديد القوات الإيطالية بمهاجمة القوافل المتجهة إلى مالطا.
ثبت أن تقدير كننغهام بأن الإيطاليين غير راغبين في المخاطرة بإبقاء وحداتهم الثقيلة الباقية كانت على خطأ. بعد خمسة أيام فقط من تارانتو، فرغت إينيجو كامبيوني بسفينتين حربيتين وستة طرادات و14 مدمرة لتعطيل عملية تسليم طائرة بريطانية إلى مالطا.

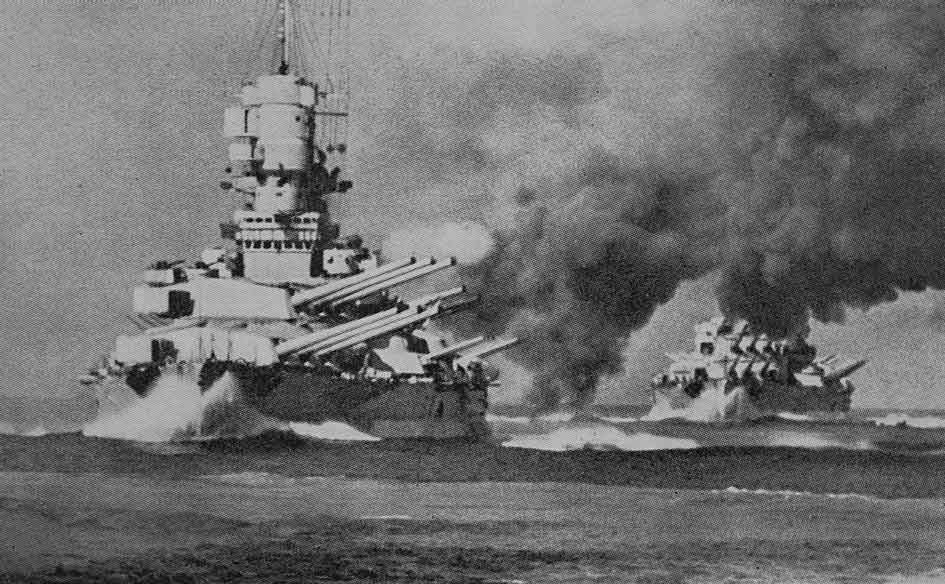
RNVittorio فينيتو-معركة كيب سبارتيفينتو

## الإجراءات البحرية الرئيسية للحملة

### 1945
- 18 مارس، معركة البحر الليغوري. كان اثنان من قوارب الطوربيد الألمانية ومدمرة واحدة، كانا تابعين فسابقا للبحرية الإيطالية، عائدين إلى جنوة بعد زرع الألغام. أغرقت اثنين من المدمرات البريطانية قوارب الطوربيد وألحقت أضرار بالمدمرة.

## الحواشي
1. ↑  Clodfelter, Michael. "Warfare and Armed Conflicts: A Statistical Encyclopedia." Page 485.
2. ↑  Caduti e Dispersi M. M. 2a G.M., Voll. 1, 2, 3, Ormedife C.EL.D. Esercito.
3. ↑  Rolando Notarangelo, Gian Paolo Pagano, Navi mercantili perdute, Ufficio Storico della Marina Militare, Rome 1997.
4. ↑  Only counting those sunk or grounded from the battles at معركة الدار البيضاء البحرية (1 battleship, 1 cruiser, 2 flotilla leaders, 5 destroyers, 6 submarines), معركة المرسى الكبير (1 battleship, 1 destroyer), and الحملة السورية اللبنانية (1 submarine).
5. ↑  OÕHara، Vincent (2014). On Seas Contested: The Seven Great Navies of the Second World War. Naval Institute Press. ص. 128. ISBN:978-1-61251-400-0. مؤرشف من الأصل في 2019-12-17.
6. ↑  BRITISH LOSSES & LOSSES INFLICTED ON AXIS NAVIES نسخة محفوظة 24 أبريل 2019 على موقع واي باك مشين.
7. ↑  Mollo, p.128
8. 1 2  Mollo, p. 94
9. ↑  Blitzer, p. 151
10. ↑  Sadkovich, pp. 286–287
11. 1 2  Walker, p. 58
12. ↑  Mollo, p.55
13. ↑  Sadkovich, p. 77

1. ↑  18 July 1940 & 24–25 September (معركة المرسى الكبير & التاريخ العسكري لجبل طارق خلال الحرب العالمية الثانية), 8 June-14 July 1941 (الحملة السورية اللبنانية), and 8–11 November 1942 (عملية الشعلة and Case Anton). Vichy officially pursued a policy of دولة حيادية and conducted military actions against armed incursions from both Axis and Allied belligerents. The cease fire and pledging of allegiance of the Vichy troops in French North Africa to the Allies during Torch convinced the Axis that Vichy could not be trusted to continue this policy, so they invaded and occupied the French rump state.